# PirateBox

Logo de PirateBox

Un PirateBox es un dispositivo electrónico portátil, que a menudo consiste en un enrutador y un dispositivo de almacenamiento, la creación de una red inalámbrica que permite a los usuarios que están conectados compartir archivos de forma anónima y de manera local. Por definición, este dispositivo no está conectado a Internet.

## Historia
Este tipo de dispositivo fue diseñado el año 2011 por David Darts, un profesor de la Steinhardt School of Culture, Education and Human Development de la Universidad de Nueva York bajo la licencia Licence Art Libre.  Fue creado con el fin de llegar a ser liberada de la web como la conocemos: venta de datos personales, anuncios (dirigidos), etc.  Su creador expresó en varias entrevistas su deseo de mostrar otra web posible, anónima y gratuita que muestre los aspectos básicos de los comienzos de Internet, el libre intercambio de información y datos.
Desde su creación se ha popularizado su uso en Europa Occidental, sobre todo en Francia por Jean Debaecker.  El profesor-investigador de la Universidad Charles de Gaulle Lille 3, reorientó el PirateBox en un contexto de uso educativo.  Iniciativa que fue tomada PedagoBox y LibraryBox en diferentes bibliotecas, universidades y colegios.
Su desarrollo se mantiene en gran parte por Matthias Strubel. Esto contribuye al desarrollo técnico y funcional.

## Descripción

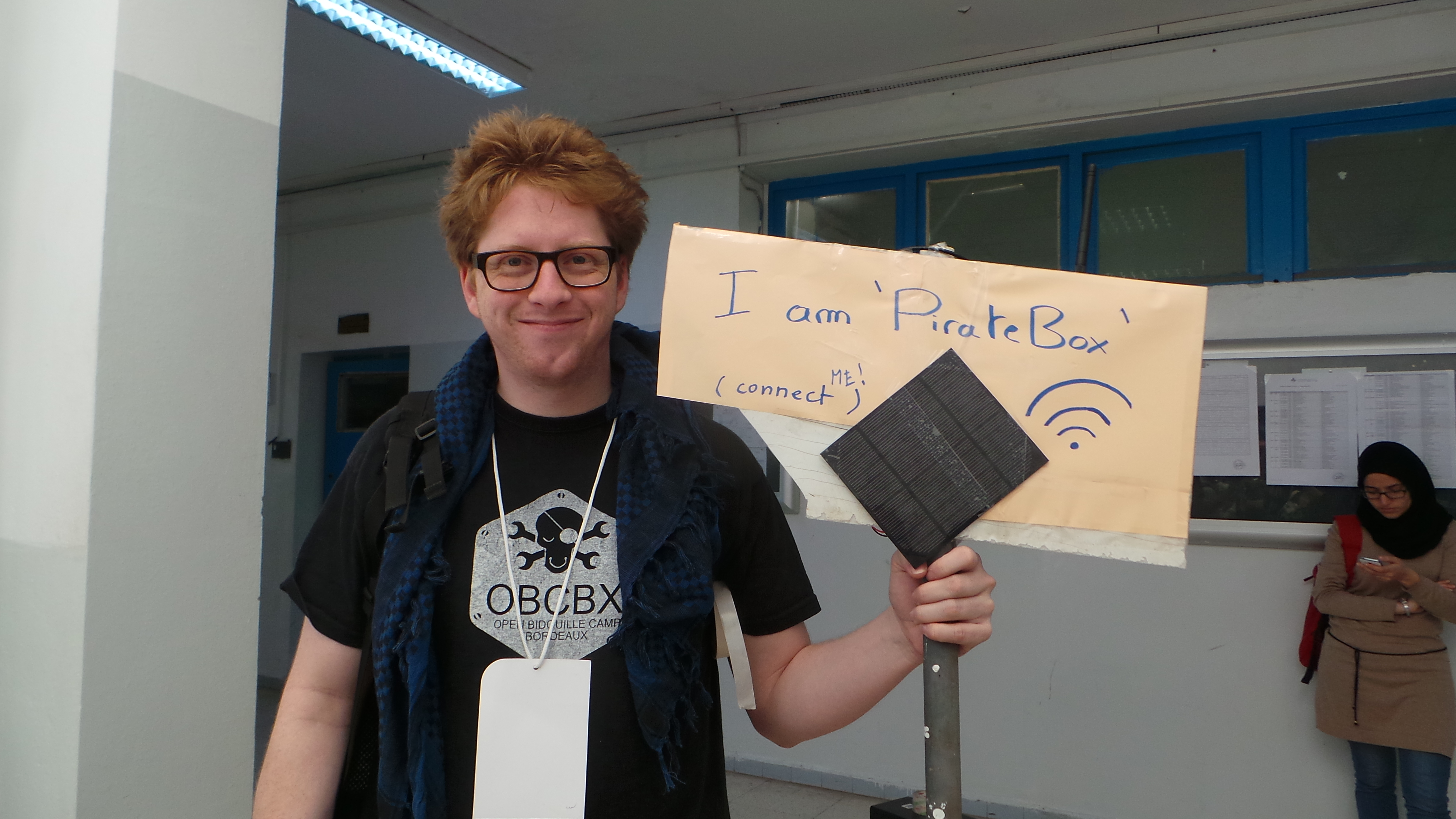
Activista de PirateBox en el Foro Social Mundial Túnez 2015

El PirateBox se diseñó originalmente para intercambiar datos libremente del dominio público o bajo licencias libres.  Varios proyectos educativos lo utilizan para entregar contenidos a los alumnos o estudiantes y permitirles compartir por el chat o foro. PirateBox también se utiliza en lugares donde la conexión a Internet es casi imposible, como un proyecto que permite a pueblos de África el intercambio de datos, además del almacenamiento de información, como bibliotecas con libros de medicina o textos.  Otro uso previsto es proporcionar una red paralela en las ciudades que permita a las personas intercambiar información, por ejemplo en un área específica durante la realización de un encuentro, cerca del garaje, o en cualquier evento,  también se puede hablar en tiempo real a través de su servicio de mensajería instantánea.

## Uso
El usuario se conecta a través de Wi-Fi al PirateBox sin tener que introducir una contraseña y, a continuación, puede descargar o subir archivos.  También puede enviar mensajes en el foro o utilizar el sistema de mensajería instantánea disponible.

## Dispositivos los cuales pueden ser PirateBox
- Dispositivos Android (v2.3+): portabilidad no oficial funciona con algunos dispositivos (por ejemplo teléfonos inteligentes y tabletas). Dificultad: esta requiere rooteo de android. PirateBox para Android está disponible desde Google Play (desde junio del 2014).
- PirateBox Live USB: Permite transformar temporalmente una computadora en un Piratebox
- Raspberry Pi

### Wi-Fi routers
- TP-Link MR3020 - El primer dispositivo modificado por David Darts,
- TP-Link MR3040

Ya no se pueden modificar estos Routers, solo aquellos que digan versión 1.0 en la parte trasera.

### Raspberry Pi
- Raspberry Pi 3 (Compatible con PirateBox)